# Мирза Джафар-хан Мушир од-Довла
Мирза Джафар-хан Мушир од-Довла(перс. میرزا جعفر خان مشیرالدوله‎; ум. 25 марта 1862) — премьер-министр (визирь) Ирана при Насреддин-шахе, государственный деятель.

## Биография
Мирза Джафар-хан родился в 1790-х гг. в Тебризе в семье Мирзы Таги.
В 1815 году был отправлен Аббас-Мирзой в Англию, где изучил инженерное дело. Вернувшись в Тебриз в 1819 году, вошёл в ближайшее окружение принца в качестве чиновника по особым поручениям. Получил почетное прозвище Мушир од-Довла и должность главы инженерного корпуса Персии. В 1824 году посетил Петербург, где Грибоедов брал у него уроки персидского языка. В качестве представителя Аббас-Мирзы присутствовал при взятии Ахалкалаки русскими войсками в июле 1828 года, где передал Паскевичу текст ратифицированного Туркманчайского трактата и где Грибоедов вел с ним переговоры о переселении в Россию армянских семейств и о выплате восьмого курура. В официальном отношении к министру иностранных дел Нессельроде из Тифлиса 20 августа 1828 года Грибоедов сообщал: «Я привез сюда с собой Мирзу-Джафара и постарался, чтобы персидские пленники были ему тотчас же выданы — условие, которое гл<авнокомандующий> ранее взял на себя и которое он обещал выполнить тотчас же после обмена ратификациями». Позже Мирза Джафар устроил свою резиденцию в Эривани, где вошёл в конфликт с местными властями, добиваясь (без достаточных полномочий на этот счет) переселения проживающих здесь персов из Армении. «Мы могли бы, — сообщал Грибоедов министру, — распорядиться о выдворении его из города; но мирная и дружеская беседа показалась мне предпочтительнее». Грибоедов убедил Мирзу Джафара покинуть город, о чём и известил Паскевича.
В 1858 году Мирза Джафар-хан Мушир од-Довла по приказу Насреддин-шаха был назначен садр-азамом (первым министром).